# اسکار روهلر
اسکار روهلر (آلمانی: Oskar Roehler؛ زادهٔ ۲۱ ژانویهٔ ۱۹۵۹) کارگردان فیلم، فیلم‌نامه‌نویس و نویسنده اهل آلمان است. یکی از فیلم‌های او رد سال ۲۰۱۰ نامزد دریافت خرس طلایی شد.
از فیلم‌های او می‌توان به جایی برای رفتن نیست و انتحاری  اشاره کرد.